# Јужноазијски фудбалски куп 2015.
Јужноазијски фудбалски куп 2015. (службени назив: 2015 SAFF Suzuki Cup) је једенаести по реду Јужноазијски фудбалски куп који се одржава под покровитељством Азијске фудбалске конфедерације. Првенство се одржало од 23. децембраа 2015. до 3. јануараа 2016. године у Индији. Трофеј је бранила репрезентација Авганистана.
Првобитно је турнир требало да се одржи у јулу 2015. године, али је због сезоне монсуна и густог распоредара одложен до краја децембра. Турнир обележава последњи наступ Авганистана, који ће напустити Јужноазијску фудбалску федерацију када се заврши турнир и придружити сеновооснованој Централноазсијској федерацији . На турниру неће учествовати ни Пакистан, који се повукао са турнира у новембру 2015. године, због спора у оквиру фудбалског савеза Пакистана.
Индија је изабрана за домаћина 10. септембра 2013. године, а домаћина је требало накнадно да изабере између Делхија и савезне државе Керале. У јулу 2015 је објављено да ће се такмичење одржази на Међународном стадиону Тривандрум у граду Тируванантапурам, у савезној држави Керала. Ово је трећи пут да Индија организује Јужноазијски фудбалски куп, након што је организовала 1999. и 2011. године.

## Репрезентације које учествују
| Држава           | Учешће | Најбољи пласман                              | Пласман на Фифиној ранг-листа |
| ---------------- | ------ | -------------------------------------------- | ----------------------------- |
| Индија (Домаћин) | 11.    | Шампион (1993, 1997, 1999, 2005, 2009, 2011) | 166                           |
| Авганистан       | 8.     | Шампион (2013)                               | 150                           |
| Бангладеш        | 10.    | Шампион (2003)                               | 182                           |
| Бутан            | 7.     | Полуфинале (2008)                            | 188                           |
| Малдиви          | 9.     | Шампион (2008)                               | 160                           |
| Непал            | 11.    | Треће место (1993)                           | 192                           |
| Шри Ланка        | 11.    | Шампион (1995)                               | 194                           |

## Стадион
| Тируванантапурам               | Тируванантапурам |
| Међународни стадион Тривандрум | Тируванантапурам |
| Капацитет: 50.000              | Тируванантапурам |
|                                | Тируванантапурам |

## Групна фаза такмичења
Учествује осам репрезентација подељених у две групе по четири репрезентације. Две најбоље пласиране репрезентације из сваке групе пролазе у полуфинале.

### Група А
| Непал | 0:1      | Шри Ланка    |
| ----- | -------- | ------------ |
|       | Извештај | Рифнас 90+5’ |

| Шри Ланка | 0:2      | Индија       |
| --------- | -------- | ------------ |
|           | Извештај | Синг 51’ 73’ |

| Индија                                  | 4:1      | Непал    |
| --------------------------------------- | -------- | -------- |
| Боргес 26’ · Четри 68’ · Чангте 81’ 90’ | Извештај | Магар 3’ |

#### Табела групе А
| Пласирали се у полуфинале |
| Завршили такмичење        |

|    | Тим       | ИГ | П | Н | И | ДГ | ПГ | ГР | Бод. |
| -- | --------- | -- | - | - | - | -- | -- | -- | ---- |
| 1. | Индија    | 2  | 2 | 0 | 0 | 6  | 1  | +5 | 6    |
| 2. | Шри Ланка | 2  | 1 | 0 | 1 | 1  | 2  | -1 | 3    |
| 3. | Непал     | 2  | 0 | 0 | 2 | 1  | 5  | -4 | 0    |

### Група Б
| Малдиви                          | 3:1      | Бутан     |
| -------------------------------- | -------- | --------- |
| Имаз 9’ · Абдула 31’ · Афшак 70’ | Извештај | Дорџи 20’ |

| Авганистан                                         | 4:0      | Бангладеш |
| -------------------------------------------------- | -------- | --------- |
| Саигани 30’ · Шајестех 32’ · Амири 40’ · Амани 69’ | Извештај | Дорџи 20’ |

| Бангладеш  | 1:3      | Малдиви                                   |
| ---------- | -------- | ----------------------------------------- |
| Бисвас 86’ | Извештај | Ашфак 42’ (пен.) · Наиз 90’ · Нашид 90+5’ |

| Бутан | 0:3      | Авганистан                  |
| ----- | -------- | --------------------------- |
|       | Извештај | Амани 14’ 51’ · Саигани 42’ |

| Бутан | 0:3      | Бангладеш                       |
| ----- | -------- | ------------------------------- |
|       | Извештај | Барман 8’ · Рони 24’ (пен.) 67’ |

| Авганистан                                   | 4:1      | Малдиви   |
| -------------------------------------------- | -------- | --------- |
| Шајестех 20’ · Попалзај 34’ 54’ · Хатифи 51’ | Извештај | Фасир 32’ |

#### Табела групе Б
| Пласирали се у полуфинале |
| Завршили такмичење        |

|    | Тим        | ИГ | П | Н | И | ДГ | ПГ | ГР  | Бод. |
| -- | ---------- | -- | - | - | - | -- | -- | --- | ---- |
| 1. | Авганистан | 3  | 3 | 0 | 0 | 11 | 1  | +10 | 9    |
| 2. | Малдиви    | 3  | 2 | 0 | 1 | 7  | 6  | +1  | 6    |
| 3. | Бангладеш  | 3  | 1 | 0 | 2 | 4  | 7  | -3  | 3    |
| 4. | Бутан      | 3  | 0 | 0 | 3 | 1  | 9  | -8  | 0    |

## Елиминациона фаза

### Полуфинале
| Индија                       | 3:2      | Малдиви                     |
| ---------------------------- | -------- | --------------------------- |
| Четри 25’ · Лапеклуа 34’ 66’ | Извештај | Нашид 45+2’ · Амдан Али 75’ |

| Авганистан                                                       | 5:0      | Шри Ланка |
| ---------------------------------------------------------------- | -------- | --------- |
| Хашеми 45+1’ · Тахер 50’ · Амани 56’ · Хатифи 78’ · Шајестех 89’ | Извештај |           |

### Финале
| Индија                     | 1:1 2:1 (прод.) | Авганистан |
| -------------------------- | --------------- | ---------- |
| Лапекхлуа 72’ · Четри 101’ |                 | Амири 70’  |

| Победник Јужноазијског фудбалског купа 2015. |
| Индија Седма титула                          |